# Nowosokolniki (stacja kolejowa)
Nowosokolniki (ros. Новосокольники) – węzłowa stacja kolejowa w miejscowości Nowosokolniki, w rejonie nowosokolnickim, w obwodzie pskowskim, w Rosji. Węzeł linii Petersburg - Newel - Witebsk z linią Moskwa - Ryga.

## Historia
Stacja powstała w czasach carskich, będąc węzłem linii z Petersburga do Witebska z koleją moskiewsko-windawską. Stację nazwano od najbliższej dużej wsi i siedziby gminy - miejscowości Sokolniki. Później wokół stacji rozwinęło się miasto Nowosokolniki.

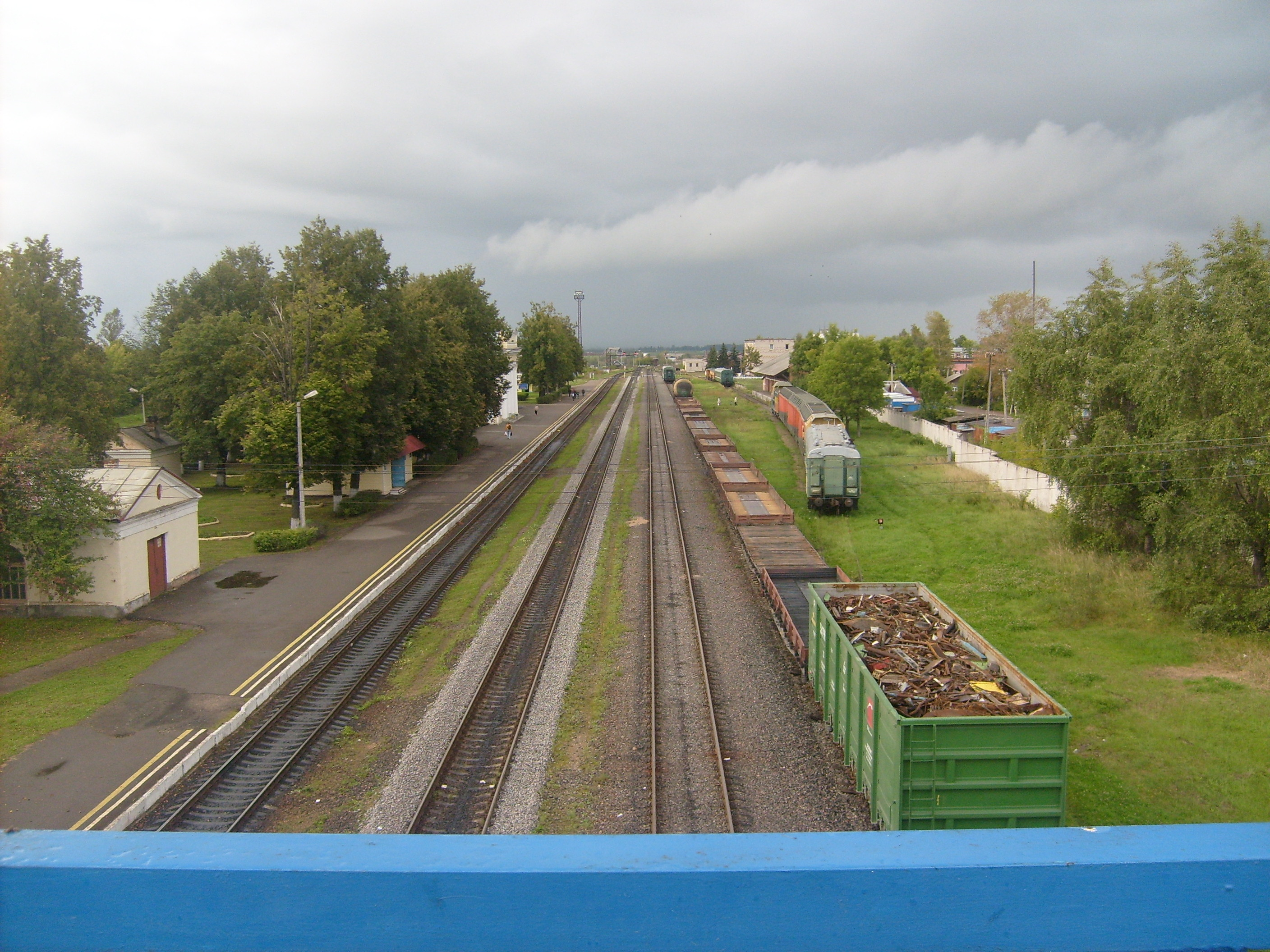